# Søllerød Kirkegård
Søllerød Kirkegård er en dansk kirkegård, der er beliggende i Søllerød tæt ved Søllerød Sø. Søllerød Kirke er beliggende på kirkegårdens østlige side.
Kirkegårdskapellet er tegnet af Holger Rasmussen og opført 1907.
Kirkegården drives i dag af Rudersdal Kommune.

## Kendte begravet på Søllerød Kirkegård
- Julius Christian Aschengreen
- P.A. Fisker
- Emilius Bangert
- Wagn Benneballe
- Jenny Blicher-Clausen
- Svend Erik Bjerg
- Vilhelm Boye
- Steen Bramsen
- Ebba Breda
- Aage Brodersen
- Bo Christensen
- Hedvig Collin
- Christine Deichmann
- Bertha Dorph og N.V. Dorph
- Thorvald Ellegaard
- Thora Esche
- Frederik Fabritius
- Kay Fisker
- Margherita Flor
- Julius Folkmann
- Christian Førslev
- Verner Goldschmidt
- Axel Grandjean
- Niels Steen Gundestrup
- Carl Henckel
- Bent Henius
- Anne Grete Hilding
- Lilli Holmer
- Linda Holmer
- Knud Hovaldt
- C.L. Ibsen
- Jørgen Ifversen
- Anne Jerichow
- Hans Klenow
- Terkel Kleve
- Per Knutzon
- Eik Koch
- George Kringelbach
- Lilly Lamprecht
- Morten Lange
- Elna Lassen
- Flemming Lassen
- Severin Lauritzen
- Carl Lehmann
- Bent Mejding
- Flemming B. Muus
- Varinka Muus
- Axel R. Møller
- Morten Nielsen
- Zakarias Nielsen
- Christian Nøkkentved
- Axel Olrik
- Emil Reesen
- Morten Reesen
- Claus Rode
- Palle Rosenkrantz
- Ulla Rubinstein
- Frederik Schack-Jensen
- Kim Schumacher
- Georg Bernadotte Sehested
- Ole Stephensen
- Søren Strømberg
- Thyge Thygesen
- Poul-Henrik Trampe
- Jan Uhre
- Stig Vendelkær
- Bjørn Wiinblad
- August Winding
- Aage Winther-Jørgensen
- Lulu Ziegler
- Hermann Zobel
- Carl Aarsleff